# Aïn Bessem
Ain-Bessem là một đô thị thuộc tỉnh Bouira, Algérie. Dân số thời điểm năm 2002 là 36.83 người.